# Аньелли, Эдоардо (1954-2000)
Эдоардо Аньелли (итал. Edoardo Agnell; 9 июня 1954 – 15 ноября 2000) — итальянский промышленник и предприниматель, он был старшим ребёнком и единственным сыном Джанни Аньелли, промышленника-патриарха Fiat S.p.A., и Мареллы Аньелли, урожденной Донны Марелла Караччоло Ди Кастаньето. Он принял ислам шиитского толка, когда жил в Нью-Йорке, и сменил имя на Махди. В середине ноября 2000 года он был найден мертвым под мостом на окраине Турина.

## Биография
Аньелли родился в Нью-Йорке в семье итальянцев; его бабушка по материнской линии была американкой. Его мать, Мареллы Аньелли, и его отец, Джанни Аньелли, поженились в 1953 году. У него была одна сестра, Маргерита Аньелли де Пален. Он учился в Классическом лицеи имени Массимо Д’Адзельо в Турине, в Атлантическом колледже объединенного мира в долине Гламорган в Южном Уэльсе, а также читал современную литературу на латыни и восточную философию в Принстонском университете. В возрасте двадцати двух лет он спорил в прессе с Маргеритой Хак, защищая ценности астрологии.
Покинув Принстон, Аньелли отправился в Кению, Иран и Индию, где встретил Сатью Саи Бабу и продолжил интересоваться восточными религиями и мистицизмом. Друзья в Нью-Йорке называли его «Безумным Эдди» из-за его беспокойного отрочества и дикого поведения. За свои антикапиталистические и религиозные взгляды, включая критику капитализма в интервью после Марша мира в Ассизи, его считали мятежником и еретиком. По данным «La Repubblica», увлечения Аньелли становились все более беспорядочными: он читал лекции о мистицизме, францисканстве и буддизме, восхвалял бедных и критиковал поведение Fiat. По данным The Guardian, его взгляды, противоречащие экономическому материализму, заставили его двигаться в другом направлении, чем его родители.
Став взрослым, Аньелли готовили к тому, чтобы он стал наследником империи Fiat. Ночью 27 октября 1986 года он публично заявил о своем несогласии с отцом и заявил, что готов взять на себя «все обязанности, которые принадлежат владельцу такой большой группы, как наша»; его отец, который уже был недоволен его обращением в ислам, заверил, что он не унаследует его. Единственной официальной должностью, которую младший Аньелли занимал в семейном бизнесе, была должность директора футбольного клуба «Ювентус». Тем самым он продолжил традицию семьи владельцев Fiat, восходящую к 1920-м годам. В этом качестве он присутствовал при катастрофе на Эйзеле. В 1990 году его обвинили в хранении героина в Малинди; позже обвинения были сняты.

### Обращение в ислам
Агнелли обратился в суннитский ислам в исламском центре в Нью-Йорке, где его назвали Хишам Азиз. Затем он встретил Али Хаменеи в Тегеране и, как сообщалось, обратился в шиитский ислам. По словам Мохаммада Хасана Гадири Абьяне, Агнелли прочитал свою шахаду перед Фахреддином Хеджази, стал мусульманином-шиитом и сменил имя на Махди. Он сказал: «Однажды, когда я был в Нью-Йорке, я шёл по библиотеке, и Коран привлёк моё внимание. Мне стало любопытно, что в нём. Я начал читать его на английском языке и почувствовал, что эти слова были святыми словами и не могли быть словами людей. Я был действительно тронут и взял книгу и изучал ее дальше, и я почувствовал, что понимаю ее, и я поверил в нее».

### Смерть
15 ноября 2000 года тело 46-летнего Аньелли было найдено недалеко от Турина, на дне реки под виадуком автомагистрали, на котором был найден его автомобиль. Виадук известен как мост самоубийц.  Согласно отчету Марко Эллены, врача из офиса общественного здравоохранения близлежащего города Кунео, который осмотрел тело Аньелли, сказал: «Он умер из-за смертельных ран после падения с высоты 80 метров». В отчёте также говорилось, что он был жив, когда его тело ударилось о землю. Его голова, лицо и грудь были повреждены в результате падения, а вскрытие обнаружило некоторые внутренние повреждения, которые, казалось, подтверждали теорию самоубийства. На месте его смерти не было ничего необычного, и полиция не нашла ничего в его машине, кроме телефонов, сигарет, трости, адресной книги и бутылки воды. Его обращение в ислам и последовавшая за этим быстрая процедура похорон породили слухи о его самоубийстве. Риккардо Баусоне, государственный обвинитель, работавший над этим делом, закрыл расследование и пришел к выводу, что смерть Аньелли была самоубийством. Его отец присоединился к полиции на месте происшествия; сообщалось, что он не плакал, когда узнал о смерти Аньелли, но был опустошен.
Джузеппе Пуппо, итальянский журналист и писатель, опубликовал книгу о смерти Аньелли в 2009 году, используя интервью и неопубликованные свидетельства. Пуппо считает некоторые моменты несоответствиями и странностями: отсутствие телохранителей Эдоардо Аньелли; интервал в два часа между выходом из дома и прибытием на виадук Фоссано; камеры Аньелли, чьи изображения никогда не были опубликованы; телефонный трафик на двух телефонах; полное отсутствие свидетелей вдоль участка дороги, который регистрировал не менее восьми автомобилей в минуту в то время; отсутствие отпечатков пальцев на машине; и поспешное захоронение без надлежащего вскрытия. Он был похоронен рядом со своим кузеном, Джованни Альберто Аньелли, в его семейном склепе на кладбище, расположенном над территорией семейной виллы Аньелли в Виллар-Пероза.  Джорджио Аньелли, второй сын Вирджинии Аньелли (урожденной Донны Вирджинии Бурбон дель Монте) и старшего Эдоардо Аньелли, не участвовал в семейном бизнесе из-за серьезной болезни и умер от самоубийства в возрасте 36 лет в 1965 году. И Эдоардо, и Джорджио Аньелли были описаны как заботящиеся о своей семье и страдающие от маргинализации.